# عقد 440 هـ
عقد 440 هـ هو الفترة بين عام 440 إلى 449 في التقويم الهجري، أي العشر سنوات الخامسة من القرن الخامس الهجري.